# Rubén Pardo Gutiérrez
Rubén Pardo Gutiérrez (Logronyo, 22 d'octubre de 1992), és un futbolista professional riojà que ocupa la posició de migcampista. Actualment milita a les files del Aris Salònica FC.

## Trajectòria
Va néixer a Logronyo el 1992, encara que es va criar al poble de La Rioja, Rincón de Soto on segueix residint la seva família i d'on es considera natural. Va ser captat per la Reial Societat quan tenia 12 anys i ha format part de totes les categories inferiors d'aquest club des de llavors. A la temporada 2009-10 va fer el seu debut al futbol sènior, jugant amb el filial de la Reial Societat a la Tercera divisió, encara que per edat li corresponia encara formar part de l'equip juvenil.
Es tracta d'un jugador habitual en les categories inferiors de la selecció espanyola de futbol. Pardo va formar part de la selecció en el Campionat Europeu Sub-17 de la UEFA 2009, encara que només va arribar a jugar un partit, entrant com a substitut enfront de França.
Després d'haver estat també internacional Sub-18, en l'estiu de 2011 va participar en el Campionat Europeu de la UEFA Sub-19 2011. Pardo va jugar tots els partits i va ser una peça clau en el triomf de la selecció Espanyola en aquest torneig. Després de participar en l'Europeu Sub-19, l'agost de 2011, Pardo es va integrar als entrenaments de la primera plantilla de la Reial Societat. Durant la temporada 2011-12, encara que segueix tenint fitxa de l'equip filial i juga de tant en tant amb l'equip B de la Real, té la possibilitat de debutar i tenir minuts a la primera divisió Espanyola.
Va debutar amb la Reial Societat en la primera divisió el 29 octubre 2011 davant el Reial Madrid a l'Estadi d'Anoeta. El seu primer partit com a titular va ser davant del FC Barcelona al Camp Nou el 5 de febrer de 2012. El seu primer gol a Primera divisió va ser el 13 de febrer, a l'estadi d'Anoeta, contra el Sevilla FC.
El Reial Madrid va intentar fitxar Rubén Pardo després de la seva gran actuació a l'Europeu Sub-19.